# 泉水セーラ
泉水 セーラ（いずみ せーら、1989年9月16日 - ）は、日本の女性ファッションモデル。長崎県出身。ヴィズミックモデルエージェンシー所属。父親がアメリカ人で母親が日本人のハーフ。

## 人物
趣味はアクセサリー作り。特技は水泳。出身地はアメリカ合衆国とするプロフィールがあるが、本人は長崎県出身であると発言している 。
かつては福岡市に本社を置くエレガントプロモーションに所属していたが、ファンタスタープロモーションを経てヴィズミックプロモーション（現：ヴィズミックモデルエージェンシー）に移籍した。

## 略歴
- 2007年 - 東京ガールズコレクション準ミスグランプリ受賞。
- 2008年 - 「PINKY」専属モデルに選ばれる。

## 出演

### 雑誌
- PINKY（集英社、2008年 - 2010年）専属モデル